# Xu Jinglei
Xu Jinglei (caratteri cinesi: 徐靜蕾; pinyin: Xú Jìnglěi; Pechino, 16 aprile 1974) è un'attrice e regista cinese.

## Filmografia parziale
- Aìqíng málà tāng, regia di Zhang Yang (1997)
- The Storm Riders, regia di Andrew Lau (1998)
- Kāi wǎng chūntiān de dìtiě, regia di Zhang Yibai (2002)
- Wǒ aì nǐ, regia di Zhang Yuan (2002)
- Heroic Duo, regia di Benny Chan (2003)
- Wǒ hé Bàba (2003) - anche regista e sceneggiatrice
- Yīgè mòshēng nǚrén de láixìn (2004) - anche regista e sceneggiatrice
- Confession of Pain - L'ombra del passato, regia di Andrew Lau e Alan Mak (2006)
- The Warlords - La battaglia dei tre guerrieri (Tóu Míng Zhuàng), regia di Peter Chan (2007)
- La vendetta del dragone (San suk si gin), regia di Derek Yee (2009)
- Go Lala Go! (2010) - anche regista e sceneggiatrice
- Jiāng ài qing jin xing dao di, regia di Zhang Yibai (2011)
- 亲密敌人 Dear Enemy (2011) - anche regista
- Yǒu Yīgè Dìfāng Zhǐyǒu Wǒmen Zhīdào (2015) - anche regista
- The Missing (2017) - anche regista
- Battle of Memories, regia di Leste Chen (2017)